# Маслоу, Стив
Стив Маслоу (англ. Steve Maslow) (род. 17 октября 1944) — американский звукорежиссёр, работающий в киноиндустрии с 1978 года.
Он работал над более чем 200 фильмами, и из них были многие, ставшими культовыми.
Они включают «Звёздный путь» (1979), «Империя наносит ответный удар» (1980), «Искателей утраченного ковчега» (1981), «Полтергейста» (1982), «Дюну» (1984), «Кладбище домашних животных» (1989), «Эдварда Руки-ножницы» (1990) и «Бэтмен возвращается» (1992).
Стив Маслоу был номинирован на премию «Оскар» за лучший звук семь раз, и выиграл три; за «Империя наносит ответный удар», «Искателей утраченного ковчега» и «Скорость» (1994).

## Биография
Стив Маслоу родился 17 октября 1944 года в Лос-Анджелесе, штате Калифорния, и начал работать в киноиндустрии в 1978 году.
В 1980-х годах, Стив Маслоу работал звукорежиссёром во многих известных научно-фантастических фильмах и фильмах ужасов, таких как — «Империя наносит ответный удар» 1980 года, «Искатели утраченного ковчега» 1981 года, «Полтергейст» 1982 года, «Сумеречная зона» 1983 года, «Гремлины», «Дюна» (оба 1984 года), «Магазинчик ужасов» 1986 года, «Битлджус» 1988 года и «Кладбище домашних животных» 1989 года.
В 1990-х годах, Стив Маслоу делал вклад и для игровых фильмов — «Эдвард Руки-ножницы» 1990 года, «Бэтмен возвращается» 1992 года, «Скорость» 1994 года, «Водный мир» 1995 года, «Смерч» 1996 года и «Могучий Джо Янг» 1998 года, и для анимационных фильмов — «Дюймовочка», «Тролль в Центральном парке», «Повелитель страниц» (все три 1994 года), «Камешек и пингвин», «Балто» (оба 1995 года), «Коты не танцуют» 1997 года и «Муравей Антц» 1998 года.
В 2000-х годах, Стив Маслоу работал и для боевиков — «Ю-571» 2000 года, «Лара Крофт: Расхитительница гробниц» 2001 года, «Машина времени», «Царь скорпионов» (оба 2002 года), «Люди Икс: Последняя битва» 2006 года и «Драконий жемчуг: Эволюция» 2009 года, и для комедий — «Торчки» 2001 года, «Приключения Плуто Нэша» 2002 года, «Брюс Всемогущий», «Американский пирог: Свадьба» (оба 2003 года), «Сорокалетний девственник» и «Аферисты: Дик и Джейн развлекаются» (оба 2005 года).
В 2010-х годах, Стив Маслоу делал вклад, в основном, в малоизвестные фильмы, но сделал его, в нескольких известных фильмов, таких как — «Великий Гэтсби» 2013 года, «Безумный Макс: Дорога ярости» 2015 года, и первые два фильма серии «Заклятие», из Вселенной «Заклятия».

## Избранная фильмография
- Звёздный путь (1979)
- Империя наносит ответный удар[a] (1980)
- Обыкновенные люди (1980)
- Искатели утраченного ковчега[b] (1981)
- Побег из Нью-Йорка (1981)
- Хэллоуин 2 (1981)
- Полтергейст (1982)
- Нечто (1982)
- Аэроплан II: Продолжение (1982)
- Огонь и лёд (1983)
- Сумеречная зона (1983)
- Мёртвая зона (1983)
- Кристина (1983)
- Гремлины (1984)
- Дюна (1984)
- Удар дракона (1985)
- Волчонок (1985)
- Племя пещерного медведя (1986)
- Феррис Бьюллер берёт выходной (1986)
- Магазинчик ужасов (1986)
- Внутреннее пространство (1987)
- Битлджус (1988)
- Кошмар на улице Вязов 4: Повелитель сна (1988)
- Голый пистолет (1988)
- Кладбище домашних животных (1989)
- Черепашки-ниндзя (1990)
- Эдвард Руки-ножницы (1990)
- Черепашки-ниндзя II: Тайна изумрудного зелья (1991)
- Бинго (1991)
- Бэтмен возвращается (1992)
- Супербратья Марио (1993)
- Дюймовочка (1994)
- Скорость (1994)
- Тролль в Центральном парке (1994)
- Повелитель страниц (1994)
- Камешек и пингвин (1995)
- Флюк (1995)
- Водный мир (1995)
- Эйс Вентура 2: Когда зовёт природа (1995)
- Балто (1995)
- Смерч (1996)
- Чокнутый профессор (1996)
- Коты не танцуют (1997)
- Скорость 2: Контроль над круизом (1997)
- Муравей Антц (1998)
- Могучий Джо Янг (1998)
- Целитель Адамс (1998)
- Ю-571 (2000)
- Чокнутый профессор 2: Семья Клампов (2000)
- Лара Крофт: Расхитительница гробниц (2001)
- Торчки (2001)
- Машина времени (2002)
- Царь скорпионов (2002)
- Приключения Плуто Нэша (2002)
- Красный дракон (2002)
- Брюс Всемогущий (2003)
- Американский пирог: Свадьба (2003)
- Вышибалы (2004)
- Сорокалетний девственник (2005)
- Аферисты: Дик и Джейн развлекаются (2005)
- Люди Икс: Последняя битва (2006)
- Рокки Бальбоа (2006)
- Драконий жемчуг: Эволюция (2009)
- Путешествие 2: Таинственный остров (2012)
- Великий Гэтсби (2013)
- Заклятие (2013)
- РЭД 2 (2013)
- Тэмми (2014)
- Безумный Макс: Дорога ярости (2015)
- Заклятие 2 (2016)

## Награды и номинации
Стив Маслоу был номинирован на премию «Оскар» семь раз (все в категории «Лучший звук»), и выиграл три из них; за «Империя наносит ответный удар» — вместе с Биллом Варни, Греггом Ландакером и Питером Саттоном в 1981 году, за «Искателей утраченного ковчега» — вместе с Варни, Ландакером и Роем Чарманом в 1982 году и за «Скорость» — вместе с Ландакером, Бобом Бимером и Дэвидом МакМилланом в 1995 году.
Маслоу также был номинирован на «Оскар» ещё четыре раза, но не выиграл ни одну:
- 1985 год — «Дюна», вместе с Биллом Варни, Кевином О’Коннеллом и Нельсоном Столлом, проиграл Марку Бергеру, Тому Скотту, Тодду Бёкельхейду и Крису Ньюману за «Амадея»[8].

- 1996 год — «Водный мир», вместе с Греггом Ландакером и Китом А. Вестером, проиграл Рику Диору, Стиву Педерсону, Скотту Миллану и Дэвиду МакМиллану за «Аполлон-13»[9].

- 1997 год — «Смерч», вместе с Ландакером, Кевином О’Коннеллом и Джеффри Паттерсоном, проиграл Уолтеру Мёрчу, Бергеру, Дэвиду Паркеру и Ньюману за «Английского пациента»[10].

- 2001 год — «Ю-571», вместе с Ландакером, Риком Клайном и Айваном Шарроком, проиграл Миллану, Бобу Бимеру и Кену Уэстону за «Гладиатора»[11].

## Заметки
1. 1 2 3 4 5  Позже названные как «Звёздные войны. Эпизод V: Империя наносит ответный удар»
2. 1 2 3 4 5  Позже названные как «Индиана Джонс: В поисках утраченного ковчега»
3. ↑  Анимационно-игровой фильм